# (115477) Brantanica
(115477) Brantanica est un astéroïde de la ceinture principale.

## Description
(115477) Brantanica est un astéroïde de la ceinture principale. Il fut découvert le 19 octobre 2003 à Wrightwood par James Whitney Young. Il présente une orbite caractérisée par un demi-grand axe de 2,68 UA, une excentricité de 0,11 et une inclinaison de 7,4° par rapport à l'écliptique.

## Compléments